# 吉尔·罗伯茨
吉尔·罗伯茨（英語：Gil Roberts，1989年3月15日—）是一名专长于200米赛跑和400米赛跑的美国田径运动员。他曾代表美国队在2012年世界室内田径锦标赛男子4×400米接力上获得金牌。他也曾在2014年美国室外田径锦标赛上以44秒53获得男子400米冠军。